# Paolo Moretti
Paolo Moretti (Arezzo, 30 giugno 1970) è un allenatore di pallacanestro ed ex cestista italiano.

## Biografia
È padre di Davide, anch'egli cestista professionista.

## Carriera

### Giocatore

#### Club

Moretti a Roseto nel 1999

Paolo Moretti muove i primi passi nel settore giovanile del Basket Arezzo, e viene subito notato come una buona promessa per il basket.
Si sposta così a giocare nella vicina Siena, alla Mens Sana, dove completa tutta la trafila del settore giovanile confermandosi come un grande talento. Nella stagione 1987-88, a soli 17 anni esordisce nel terzo campionato nazionale, la Serie B d'Eccellenza sorprendendo per personalità e talento, risultando alla fine il terzo realizzatore assoluto.
Al primo anno da senior, viene ingaggiato dalla Scaligera Basket Verona, squadra militante nel campionato di Serie A2. Disputa quattro annate in crescendo, facendosi notare per la grande affidabiltà (ottime percentuale al tiro, infallibile ai tiri liberi) e per il costante impegno nell'allenamento; nella stagione 1990-91 è uno dei protagonisti della promozione del Basket Verona nel massimo campionato e la conquista della coppa Italia, storica perché prima e unica volta che a vincerla è una squadra di A2: alla prima stagione di Serie A, disputata a 21 anni, impressiona con cifre da grande protagonista (17 punti e 4 rimbalzi di media) e con una grande maturità nel gioco, riuscendo anche ad esordire in Nazionale.
Entra così nell'occhio delle grandi squadre: la spunta la Virtus Bologna, per la quale gioca quattro stagioni, dal 1992 al 1996, e dove vive il momento di massimo splendore della propria carriera. In una squadra piena di campioni, Moretti si conferma un grande giocatore e conquista tre scudetti consecutivi (1993, 1994, 1995). Le sue cifre restano solidissime: la media punti è costantemente in doppia cifra, con qualche exploit, come in un celebre derby contro la Fortitudo Bologna del 1994-1995 quando mise a segno 26 punti e condusse la squadra alla vittoria nonostante l'assenza della stella Sasha Danilović (quella prestazione gli valse il soprannome di Morettovic).Vittoria inoltre nel 1996 della supercoppa italiana in finale con Benetton Treviso.
Al culmine della sua carriera, durante gara-2 delle finali scudetto del 1994-95 contro la Benetton Treviso, Moretti subisce un gravissimo infortunio che gli condizionerà la carriera: la rottura del tendine di Achille. Questo infortunio lo costringe a saltare gran parte della stagione successiva, e la Virtus Bologna lo cede al club greco del Peristeri per la stagione 1996-97. Nella stagione da comunitario, in una squadra piena di talenti ma molto giovane (Jaric, Gurovic), vengono raggiunti i quarti in Korac, e la finale per terzo posto con la corazzata Paok Salonicco.
Terminata la parentesi greca, Moretti ritorna a Bologna, questa volta sponda Fortitudo dove rimane per la stagione 1997-98 e metà di quella successiva. L'infortunio che l'aveva colpito ha lasciato il segno e le difficoltà sono evidenti: Moretti gioca poco e non riesce a trovare spazio in squadra, perdendo la finale scudetto contro la Virtus Bologna senza praticamente giocare mai. Unica grande soddisfazione è la vittoria della Coppa Italia 1998 in finale contro la Benetton Treviso. Nell'ottobre dello stesso anno arriva anche il secondo trofeo della storia Fortitudo, la supercoppa italiana (seconda personale per Paolo). Lascia Bologna a metà della stagione 1998-99 per tornare a Siena, nella società che lo aveva lanciato nelle giovanili: la Mens Sana Basket. Le prestazioni sono altalenanti, e l'esperienza senese si conclude già a fine stagione nonostante il raggiungimento dei Play off giocati contro la Virtus Roma.
Moretti decide così di dare una svolta alla propria carriera e di rimettersi in gioco: accetta la proposta del Roseto Basket e torna a partecipare al campionato di A2; gioca 17 delle 20 partite della prima fase con una media di 20,6 punti a partita prima che il 9 gennaio abbia un infortunio ad un ginocchio che comporta la rottura del legamento crociato che gli fa chiudere anzitempo la stagione. Alla fine di questa, oltre a raggiungere la promozione diretta, verrà eletto miglior giocatore della A2 dagli allenatori italiani e Ritorno dell'Anno dai lettori della rivista Superbasket.
L'anno successivo sempre con Roseto si appresta a tornare a solcare i parquet della Serie A: è ormai un giocatore ritrovato, e con ventinove anni avrebbe ancora molte stagioni davanti a sé.
Ma la sfortuna è nuovamente in agguato: a Moretti viene diagnosticata una leucemia, ed è costretto a ritirarsi per curarsi.

#### Nazionale
Nella sua carriera, Paolo Moretti ha anche vestito la maglia della Nazionale, esordio avvenuto a Livorno nel 1991, contro la Russia. Con la squadra azzurra Moretti ha raccolto 80 presenze e realizzato poco meno di mille punti, conquistando:
- 1988: Argento ai Campionati Europei U18/Srbobran-Jugoslavia
- 1991: Oro ai Giochi del Mediterraneo/Salonicco-Grecia
- 1992: Oro ai Campionati Europei U22/Atene-Grecia
- 1993: Oro ai Giochi del Mediterraneo/Lingua D'Oca-Francia
- 1994: Argento ai Goodwill Games/San Pietroburgo-Russia
- 1997: Argento ai Campionati Europei / Barcellona-Spagna

Ha inoltre partecipato al Campionato Europeo 1993 - Germania, classificandosi al nono posto.

### Allenatore
Terminata la carriera da giocatore, e guarito dalla grave malattia, Paolo Moretti nel 2001 decide di intraprendere la carriera di allenatore.

Ancora una volta riparte da Siena, e allena per tre anni nelle giovanili della seconda squadra della città, la Virtus Siena, una società con un settore giovanile molto sviluppato.

A metà della stagione 2003-04 arriva per lui la prima esperienza come capo allenatore di una squadra senior: la Pallacanestro Catanzaro, in B2, dove viene chiamato a sostituire un grande maestro di pallacanestro come Mario De Sisti e che viene condotta,con molte difficoltà alla salvezza dopo il primo turno dei Play Out.

L'anno successivo sale di categoria, e allena la Stamura Ancona in B1, in grandi difficoltà economiche,con un campionato al di sopra delle aspettative vengono raggiunti i Play Off conquistati con la settima posizione al termine della stagione regolare.

La svolta nella stagione 2005-06: per Moretti arriva la chiamata dalla Serie A, e va ad allenare il Basket Livorno, che si trova in grave crisi economica e decide di scommettere su di un allenatore giovane.
La squadra livornese per la stagione 2005-2006 è condizionata dalla scarso budget: molti giovani e poche certezze; ma Moretti con un'ottima annata porta la squadra alla salvezza al dodicesimo posto, togliendosi numerose soddisfazioni battendo anche squadre di prima fascia.

Nonostante la brillante annata, l'anno successivo Moretti deve retrocedere di categoria, e allena la Viola Reggio Calabria, un'altra squadra in difficoltà economica, che conduce alla salvezza.
Inizia la stagione 2007-08 allenando il Basket Brindisi, in B1, una squadra con grandi ambizioni di promozione. Problemi di spogliatoio, un difficile rapporto con alcuni giocatori e una serie di risultati negativi lo portano all'esonero da parte della società nel gennaio del 2008.
Il 12 gennaio 2009 è nominato nuovo allenatore del Pistoia Basket 2000 in Legadue al posto dell'esonerato Maurizio Lasi e con una serie di vittorie porta la formazione pistoiese alla salvezza. Confermato sulla panchina biancorossa anche per la stagione successiva, ottiene un ottavo posto in classifica e la conseguente qualificazione ai play-off: agli spareggi promozione perde 3-1 la serie del primo turno con la Dinamo Sassari, guadagnandosi comunque la permanenza a Pistoia anche per la stagione successiva. Nella stagione 2010-11, si qualifica nuovamente ai playoff, con una squadra considerata pochissimo dagli addetti ai lavori, e scopre un grande Jarvis Varnado, giovane giocatore statunitense che impressiona al suo primo anno in Europa. Pur sconfitto con Casale Monferrato al primo turno, Moretti viene ovviamente confermato per la stagione 2011-12.
A Pistoia, in estate, arrivano Giacomo Galanda, Bobby Jones e un altro rookie che lascerà il segno: Dwight Hardy. La cavalcata stagionale, con 18 vittorie stagionali su 28 partite disputate, è esaltante, e alla fine della stagione Pistoia chiuderà al terzo posto la regular season. Ai play-off, dopo aver eliminato prima Veroli e poi Scafati, i biancorossi trovano in finale il New Basket Brindisi: sotto 0-2 dopo la serie in terra pugliese, Pistoia riapre tutto imponendosi in gara-3 di fronte al pubblico amico. In una gara-4 ricca di pathos, e vissuta in un PalaCarrara stracolmo, Brindisi però si dimostra più forte e, vincendo 93-89, centra la promozione in Serie A.
Moretti e Pistoia ripartono ancora insieme in vista del campionato 2012-13: al termine di una stagione formidabile (in cui arriva alla finale di Coppa Italia di LegaDue, perdendo poi con Trento), i biancorossi centrano nuovamente l'obiettivo playoff chiudendo al secondo posto, alle spalle della Sigma Barcellona, la regular season. Ai play-off, dopo aver eliminato abbastanza agevolmente Scafati e Casale, Pistoia vince anche la finale con Brescia, al termine di una serie ricca di colpi di scena, chiusa solamente a gara-5, di fronte a 4400 spettatori. Per i toscani è il ritorno in Serie A, un evento atteso dalla città per quasi quindici anni: Moretti è portato in trionfo e indicato come uno dei maggiori artefici di un successo costruito con pazienza e grande passione, ma il meglio deve ancora venire.
Appena arrivati nel gotha del basket nazionale, infatti, Moretti e la sua Pistoia sembrano in difficoltà: la squadra inizia la stagione 2013-14 con una sola vittoria nelle prime sei partite, ma, a partire da novembre, cambia marcia. Brad Wanamaker e JaJuan Johnson sono i due punti di forza di una squadra che, ricostruita sul blocco italiano della stagione precedente (Giacomo Galanda-Riccardo Cortese-Guido Meini, anche se il capitano Fiorello Toppo si è appena accasato alla Sigma Barcellona), inizia a stupire l'Italia intera. I biancorossi chiudono il girone di andata recuperando posizioni su posizioni e a un passo dalle Final Eight di Coppa Italia, poi, nel girone di ritorno si esaltano letteralmente. In casa, Pistoia spazza via tutte le grandi del campionato, a eccezione della corazzata Olimpia Basket Milano, e in trasferta si prende il lusso di violare parquet prestigiosi come quelli di Venezia, Roma e Virtus Bologna. Nell'ultima giornata della regular season, poi, Moretti e i suoi ragazzi superano in volata Caserta, conquistando la qualificazione ai play-off come ottava squadra classificata. La neo-promossa Giorgio Tesi Group, dunque, si gioca, di fatto, lo scudetto: è un altro miracolo del tecnico toscano, che si prende addirittura il lusso di spaventare, e non poco, l'Armani Milano. A Pistoia tocca infatti in sorte proprio la squadra milanese, che ha chiuso la regular season al primo posto. Milano vince agevolmente le prime due gare, ma si smarrisce nella bolgia del PalaCarrara: le scarpette rosse finiscono infatti battute due volte nell'arco di tre giorni e così sono costretti a giocarsi tutte le proprie carte in gara-5 al Mediolanum Forum. Di fronte a 12.000 spettatori, Pistoia sfiora l'impresa, ma l'Olimpia Basket Milano si ritrova e, nel secondo tempo, batte la Giorgio Tesi Group.
Moretti, che vince il premio come miglior allenatore del campionato, resta sulla panchina pistoiese anche per la stagione 2014-15, stabilendo un record: mai, nella storia del basket pistoiese, un allenatore era rimasto sulla panchina della prima squadra per così tante stagioni consecutive. Il 13 giugno 2015 lascia la panchina del club toscano  ed il 24 giugno seguente diventa il nuovo coach della Pallacanestro Varese,, venendo esonerato dall'incarico il 22 dicembre 2016.
Dopo due anni di inattività, il 24 maggio 2018 diviene allenatore della Mens Sana Basket Siena, rapporto interrotto dopo l'esclusione della squadra toscana dal campionato di Serie A2. Il 31 marzo 2019 fa ritorno sulla panchina di Pistoia, succedendo ad Alessandro Ramagli fino al termine della stagione.
Il 2 settembre 2019 accetta l'offerta della Pallacanestro Viola Supporters Trust, società neonata di Serie C Silver calabrese. Nel luglio 2020 firma un contratto pluriennale con l'Andrea Costa Imola, ma viene sollevato dall'incarico al termine di una Serie B 2020-2021 sospesa e mai completata a causa della pandemia di COVID-19.
Il 21 marzo 2023 viene nominato nuovo capo allenatore della JuVi Cremona, squadra che conduce alla salvezza diretta nella Serie A2 2022-2023 grazie ad un bilancio di quattro vittorie su sette partite.
Il 4 febbraio 2025 diventa il successore di Matteo Boniciolli, dimessosi per motivi di salute, alla guida del Basket Torino, subentrando a stagione in corso con la squadra al quattordicesimo posto nella Serie A2 2024-2025.

## Statistiche

### Statistiche da allenatore
| Stagione | Squadra             | St. regolare | St. regolare | St. regolare | St. regolare | St. regolare | Post season | Post season | Post season | Post season | Coppa nazionale | Coppa nazionale | Coppa nazionale | Coppa nazionale | Coppa nazionale |
| Stagione | Squadra             | Lega         | Ris          | G            | V            | P            | Ris         | G           | V           | P           | Ed              | Ris             | G               | V               | P               |
| -------- | ------------------- | ------------ | ------------ | ------------ | ------------ | ------------ | ----------- | ----------- | ----------- | ----------- | --------------- | --------------- | --------------- | --------------- | --------------- |
| 2007-08  | New Basket Brindisi | Serie B1     | sost.        | 14           | 8            | 6            | -           | -           | -           | -           | CI-B1           | Q               | nd              | nd              | nd              |
| Totale   | Totale              | Totale       | Totale       | 14           | 8            | 6            | -           | -           | -           | -           | -               | -               | -               | -               | -               |

## Palmarès

### Giocatore
- Campionato italiano: 3

Virtus Bologna: 1992-93, 1993-94, 1994-95
- Coppa Italia: 2

Scaligera Verona: 1991
Fortitudo Bologna: 1998
- Supercoppa italiana: 2

Virtus Bologna: 1996
Fortitudo Bologna: 1998

### Allenatore
- Miglior allenatore della Serie A: 1

Pistoia: 2014
- Premio Reverberi: 1

Miglior allenatore: 2014-15